# Croix enveloppée
La croix enveloppée, ou croix à enveloppement, est un motif récurrent au sein des pétroglyphes kanak, en Nouvelle-Calédonie. Elle était également gravée sur du bois, ou tatouée sur le dos au niveau de l'omoplate.

## Description
La croix enveloppée est un motif constitué d'une croix avec une ou plusieurs barres horizontales, et d'une ligne qui faisant le tour de cette croix en la longeant.